# Taivalkoski
Taivalkoski es un municipio de Finlandia. Se localiza en la provincia de Oulu y es parte de la región de Ostrobotnia del Norte.
El municipio tiene una población de 4,217 (junio, 2015) y cubre un área de 2,650.63 km² de los cuales 212.59 km² son agua. La densidad de población es de 1.73 habitantes por kilómetro cuadrado.
El municipio es monolingüe y su idioma oficial es el finés.
Taivalkoski es el hogar del famoso escritor Kalle Päätalo y comediante de televisión Pekka Jalava. También del Campeón del Mundo de Salto de esquí Tapio Räisänen y el jugador de Hockey sobre hielo Joni Pitkänen, ambos nacidos en Taivalkoski.
El río Iijoki fluye a través del centro de la villa.